# 태희혜교지현이
《태희혜교지현이》는 2009년 3월 2일부터 2009년 9월 4일까지 방영된 문화방송의 텔레비전 시트콤이다.
수도권 소도시 중산층 아파트에서 같은 또래의 자녀들을 키우며 친구로 지내온 30대 후반 ~ 40대 초반 여자들이 최근의 경제 위기를 맞아 어려움을 겪으면서도 서로 믿고 의지하며 열심히 살아가는 일상 속에서 삶의 보람, 꿈과 희망을 찾는 내용을 다루었다. 또한, 이 시트콤 제목은 한국인 여자 이름 중에 태희, 혜교, 지현이라는 이름을 가진 사람이 의외로 많다는 점에서 착안하였으며, 특정 연예인의 이름을 지칭하고자 한 것은 아니다.

## 등장인물
- 극중 캐릭터명이 따로 없는 경우는 연기자 이름이 캐릭터명이다.

### 동네 여인들
- 박미선 - 부동산 운영, 상가번영 회장
- 정선경 - 주부, 킹왕빵집 운영
- 김희정 - 전업주부
- 최은경 - 상가주인댁 며느리
- 홍지민 - 워킹맘, 라디오작가

### 가족들
- 선우용여 - 정선경의 시어머니
- 김국진 - 홍지민의 남편
- 이세창 - 극중 한상필. 김희정의 남편
- 심은경 - 정선경의 중학생 딸
- 한보배 - 김희정의 딸, 심은경의 단짝
- 태민(샤이니) - 극중 이준수. 최은경의 아들
- 정세인 - 극중 김영철. 홍지민의 아들, 은경과 보배의 친구

### 그밖의 인물들
- 박성웅 - 정선경 남편인 심학규의 친구
- 문희준 - 정선경의 연예기획사 소속 연예인 지망생
- 노민우 - 연예인 지망생
- 김현우 - 연예인 지망생
- 이장우 - 극중 최장우. 개그맨 지망생, 최은경의 동생
- 장희진 - 킹왕빵집의 알바생
- 윤종신 - 라디오 DJ, 왕년의 인기가수
- 클라라 - 라디오 피디
- 김동범 - 윤종신의 로드매니저
- 박장근 - 현우의 친구, 치킨집 운영

### 특별 출연
- 박경추 (아나운서)
- 최정원 (71년생 배우)
- 정수연 (가수)(소녀시대)
- 써 니 (가수)(소녀시대)
- 김희철(슈퍼주니어)
- 故 송민형(배우)
- 김정하(배우)
- 김성수(쿨)
- 붐
- 김구라
- 박명수
- 김지선
- 김흥국
- 이혁재
- 태군
- 노라조
- 신은정
- 김현철 (개그맨)
- 박영태(배우)